# Annona antioquensis
Annona antioquensis är en kirimojaväxtart som beskrevs av Jean Jules Linden.
Annona antioquensis ingår i släktet annonor och familjen kirimojaväxter. Inga underarter finns listade i Catalogue of Life.